# 1961년 세계 체스 선수권 대회
1961년 세계 체스 선수권 대회는 전 세계 챔피언 미하일 보트빈니크와 현 챔피언 미하일 탈 간의 매치였다. 모스크바에서 1962년 3월 15일부터 5월 13일까지 열렸다. 탈이 1960년 세계 체스 선수권 대회에서 보트빈니크의 타이틀을 빼앗았으므로 보트빈니크는 규정에 따라 1년 뒤 이 리매치를 신청할 권한이 있었다. 탈은 전 대회에서의 큰 승리와 25살 어린 나이로 인해 유리하다고 평가받았다.
보트빈니크는 13-8로 큰 승리를 거두었고 세계 선수권을 되찾았다. 탈은 1962년에 공팥 질병을 겪었지만 당시에는 아무 증상도 없었고, 해설가들은 보트빈니크가 더 나은 전략과 탈의 공격적인 스타일에 맞설 수 있는 능력 때문에 승리했다고 말했다. 하지만 2002년에 유리 아버바흐는 탈이 건강 문제를 겪고 있었고, 리가의 의사들은 그에게 매치를 연기하라고 제안했으며, 보트빈니크는 모스코바의 의사가 확인한 경우에만 매치를 연장해 주겠다고 했고, 탈은 어차피 이기겠다고 생각하고 참여하기로 했다고 말했다.

## 결과
총 24경기를 진행하며, 12.5점을 먼저 얻는 사람이 우승한다. 12-12로 끝날 경우 디펜딩 챔피언인 탈이 승리한다.
|                          | 1 | 2 | 3 | 4 | 5 | 6 | 7 | 8 | 9 | 10 | 11 | 12 | 13 | 14 | 15 | 16 | 17 | 18 | 19 | 20 | 21 | 총점 |
| ------------------------ | - | - | - | - | - | - | - | - | - | -- | -- | -- | -- | -- | -- | -- | -- | -- | -- | -- | -- | ---- |
| 미하일 보트빈니크 (USSR) | 1 | 0 | 1 | ½ | ½ | ½ | 1 | 0 | 1 | 1  | 1  | 0  | 1  | ½  | 1  | ½  | 0  | 1  | 0  | ½  | 1  | 13   |
| 미하일 탈 (USSR)         | 0 | 1 | 0 | ½ | ½ | ½ | 0 | 1 | 0 | 0  | 0  | 1  | 0  | ½  | 0  | ½  | 1  | 0  | 1  | ½  | 0  | 8    |

## 같이 보기
- 1960년 세계 체스 선수권 대회

## 와부 링크
- 1961년 세계 체스 선수권 대회 Graeme Cree's Chess Pages 아카이브